# Rostes de Santa Teresa
Les rostes o torrades de Santa Teresa, també anomenades torradetes, llesquetes en ou, llesques de papa o coquetes de Santa Teresa, són una de les menges de la cuina d'aprofitament. És millor de menjar-les acabades de fer però també són bones fredes.
És un dolç tradicional d'origen antic (probablement de la Roma antiga) i popular que es pot menjar com a berenar o postres, que segurament va néixer amb la idea d'aprofitar el pa dur. En alguns indrets es mengen només per Pasqua (Madrid, etc.), mentre que en d'altres es poden menjar tot l'any. A altres llocs (Occitània, etc.) eren originalment uns dolços de Pasqua però ara es mengen també en altres èpoques de l'any.

## Abast
Alguns dels llocs on es mengen són Portugal (fatías douradas), Madrid (torrijas), Marroc, illes Balears (pa amb crema, sopes de partera, llesques de papa etc.) i altres indrets dels Països Catalans (gresoletes dolces, llesques de pa o pa de Papa, llesques amb ou, etc.) i Occitània (daudines, soupes-rousses, etc.). D'Occitània es van estendre a la resta de França (pain perdu). Als Països Baixos possiblement van arribar durant el període de l'Imperi Carolingi.

## Preparació
Per elaborar-les, cal mullar pa dins una barreja de llet i ous, fregir-lo i ensucrar-lo. De vegades s'hi afegeixen més ingredients, com ara pela de llimona ratllada, canyella o vainilla. Es suquen les llesques de pa en un plat amb llet i de seguida se'ls dona volta i volta per l'ou batut. Es fregeixen a foc viu fins que queden daurades. Es retiren de la paella i se'ls hi afegeix sucre per sobre. S'hi pot afegir, a més a més, canyella o cacau, o canviar el sucre per mel.

## Variants
La base és sempre unes llesques fines de pa que es mullen en principi en una barreja de llet i ous, es fregeix a la paella i es cobreix de sucre. Però se solen perfumar per a fer-ne versions "més bones", segons els gustos i costums de cada lloc. Així, a Occitània se sol preferir vainilla, que s'afegeix en forma de sucre vainillat; a Catalunya canyella en pols i pela de llimona," al nord" una cullerada d'algun licor (rom, conyac, armanyac, etc.), al nord de França se sol substituir el pa per brioix, l'oli utilitzat també depèn del país (d'oliva al sud, de gira-sol, colza o altres al nord).
També hi ha variants segons els gustos personals, com afegir mel o melmelades, o posar una proporció més o menys gran d'ous respecte a la llet, per obtenir unes torradetes més o menys energètiques. Hi ha gent que fa servir el mateix concepte per aprofitar alguna resta de pa de pessic dur.
Un dolç semblant és un pa anisat que es fa a Olot i que es diu tortell entorxat, o tortell d'Olot.